# Saint-Vallier-de-Thiey
Saint-Vallier-de-Thiey é uma comuna francesa na região administrativa da Provença-Alpes-Costa Azul, no departamento Alpes Marítimos. Estende-se por uma área de 50,68 km², com  (Vallerois) 2261 habitantes, segundo os censos de 1999, com uma densidade de 44 hab/km².